# フライングアイスキューブ効果
フライングアイスキューブ効果（フライングアイスキューブこうか、英: Flying ice cube）は、分子動力学（MD）シミュレーションにおけるアーティファクト（計算過程で生じるデータの誤り）の一種である。周波数の高い固有振動モードのエネルギーが周波数の低いモード、特に系全体の重心運動や回転のようなゼロ周波数の運動に奪い取られてしまう現象である。1998年にハーヴェイらによって名づけられた。名前は真空中の粒子をシミュレーションしているときに発生する特徴的な症状に由来する。このときシミュレーション系は並進運動量が増加するとともに内部運動が急速に減衰していく。やがて系は凍りつき、氷の塊のような剛体を思わせる一つの立体構造（アイスキューブ）として空間中を飛んでいく（フライング）。フライングアイスキューブ効果はMDシミュレーションのアルゴリズムによって生み出されるもので、エネルギー等分配則に反しているため物理的には起こりえない。 

## 原因と克服法
フライングアイスキューブ効果はシミュレーション系内の粒子速度を繰り返し再スケーリングしたときに発生する。速度の再スケーリングとは、一つの積分タイムステップごとに系内粒子の速度にある係数を掛けることで系の温度を一定に保つ方法である。ベレンゼン・サーモスタットやBussi-Donadio-Parrinelloサーモスタットなどのアルゴリズムは速度再スケーリングの一種である。正準分布ではない運動エネルギー分布が実現されるように再スケーリングを行うと、モンテカルロ・シミュレーションに必要な釣り合い条件が破られてしまう（速度再スケーリングの手法を導入したMDシミュレーションはモンテカルロ法の一種と考えられる）。これがフライングアイスキューブ効果の根本的な原因である。したがって、運動エネルギー一定の分布に向けて再スケーリングを行うベレンゼン・サーモスタットはフライングアイスキューブ効果を示すが、正準分布に向けて再スケーリングを行うBussi–Donadio–Parrinelloサーモスタットではこの問題が起きない。 
フライングアイスキューブの問題が最初に発見された後も、ベレンゼン・サーモスタットを使い続ける理由があった。速度スケーリングは系を所定の温度に緩和させる効率がよく、Bussi–Donadio–Parrinelloサーモスタットはまだ発明されていなかったのである。そこで、ベレンゼン・サーモスタットにおいてフライングアイスキューブ効果を発生させない方法として、定期的に重心運動を除去したり、再スケーリングの時定数を長く取るなどが提案された。しかしその後、ベレンゼン・サーモスタットの代わりに、フライングアイスキューブ効果を示さないことが確かめられているBussi–Donadio–Parrinelloサーモスタットを使うことが推奨された。 